# Bruno Coutinho
Bruno Coutinho, właśc. Bruno Coutinho Martins (wym. [bɾunu kowtʃĩj̃u maʁtins]; ur. 21 czerwca 1986 w Porto Alegre) – brazylijski piłkarz występujący na pozycji pomocnika.

## Kariera
Bruno Coutinho jest wychowankiem Grêmio Porto Alegre. W drużynie z rodzinnego miasta występował w latach 2004-2008. Wiosną 2007 roku został wypożyczony do América Natal, a później do urugwajskiego Nacionalu Montevideo, w którym wystąpił w dwóch ligowych meczach.
W styczniu 2008 roku, za sprawą menedżera Mariusza Piekarskiego trafił na testy do Jagiellonii Białystok. Wkrótce Bruno podpisał 3-letni kontrakt z białostockim klubem, w którym rozegrał 47 spotkań i strzelił 2 bramki. W 2010 roku zdobył z Jagiellonią Puchar Polski. 15 lipca 2010 roku podpisał trzyletnią umowę z Polonią Warszawa. „Czarne Koszule” reprezentował w sumie przez dwa sezony.
Latem 2012 roku Bruno Coutinho przeszedł do izraelskiego Hapoelu Tel-Awiw, z którym parafował roczny kontrakt z możliwością jego przedłużenia o kolejne dwa lata. Jeszcze pod koniec tego samego roku odszedł z zespołu. Następnie był on zawodnikiem rumuńskiej Astry Giurgiu oraz brazylijskich klubów Esporte Clube Pelotas i Veranópolis ECRC.
W lutym 2014 roku Bruno podpisał kontrakt z występującym w China League One zespołem Shenzhen Ruby. W 2015 roku był zawodnikiem japońskiego klubu Tokyo Verdy występującego w drugiej lidze.

## Sukcesy
Grêmio Porto Alegre
- Campeonato Gaúcho (1): 2006

Jagiellonia Białystok
- Puchar Polski (1): 2010

Esporte Clube Pelotas
- Campeonato da Região Sul-Fronteira: 2013